# Cychry (Dębno)
Cychry (deutsch Zicher) ist ein Dorf in Polen in der Woiwodschaft Westpommern. Es gehört zur Stadt-und-Land-Gemeinde Dębno im Powiat Myśliborski.

## Geografie
Das Dorf liegt auf einer Höhe von etwa 40 Metern über dem Meeresspiegel in der Landschaft Neumark.

## Geschichte
Das heutige Cychry war bis 1945 die Gemeinde Zicher im Landkreis Königsberg Nm., im Regierungsbezirk Frankfurt in der Provinz Brandenburg, seit 1939 „Mark Brandenburg“. Nach dem Einmarsch der Roten Armee am 31. Januar 1945 wurden die deutschen Einwohner vertrieben, der Ort wurde mit Polen besiedelt und in Cychry umbenannt. Erst später erfolgte die Eingemeindung nach Dębno.

## Kultur und Sehenswürdigkeiten
Sehenswert ist die Dorfkirche St. Stanislaus – eine Hallenkirche mit Querschiff und halbrunder Apsis erbaut vor 1250 aus sorgfältig behauenen Quadersteinen (wie Reste eines Südportals mit einem Rundbogen zeigen), wahrscheinlich eine Gründung der Tempelritter. Die West-, Süd- und Nordwände stammen von der ursprünglichen Anlage. Es war eine rechteckige Kirche ohne Turm. Im 16. Jahrhundert wurde dem westlichen Teil ein Turm hinzugefügt, der im unteren Teil aus Findlingen und im oberen Teil aus Ziegeln bestand. Im Jahr 1758, während der Kämpfe in der Schlacht bei Zorndorf, brannte der Turm fast vollständig nieder und das Gebäude wurde teilweise zerstört. An der Westseite wurde 1768 ein viereckiger Turm angebaut, der 1838 umgebaut und verputzt worden ist. An der Ostseite wurde 1858 ein Querschiff im neugotischen Stil errichtet und ein Presbyterium mit einer halbkreisförmigen Apsis, für deren Bau Granitabbruchmaterial von der Ostwand verwendet wurde.

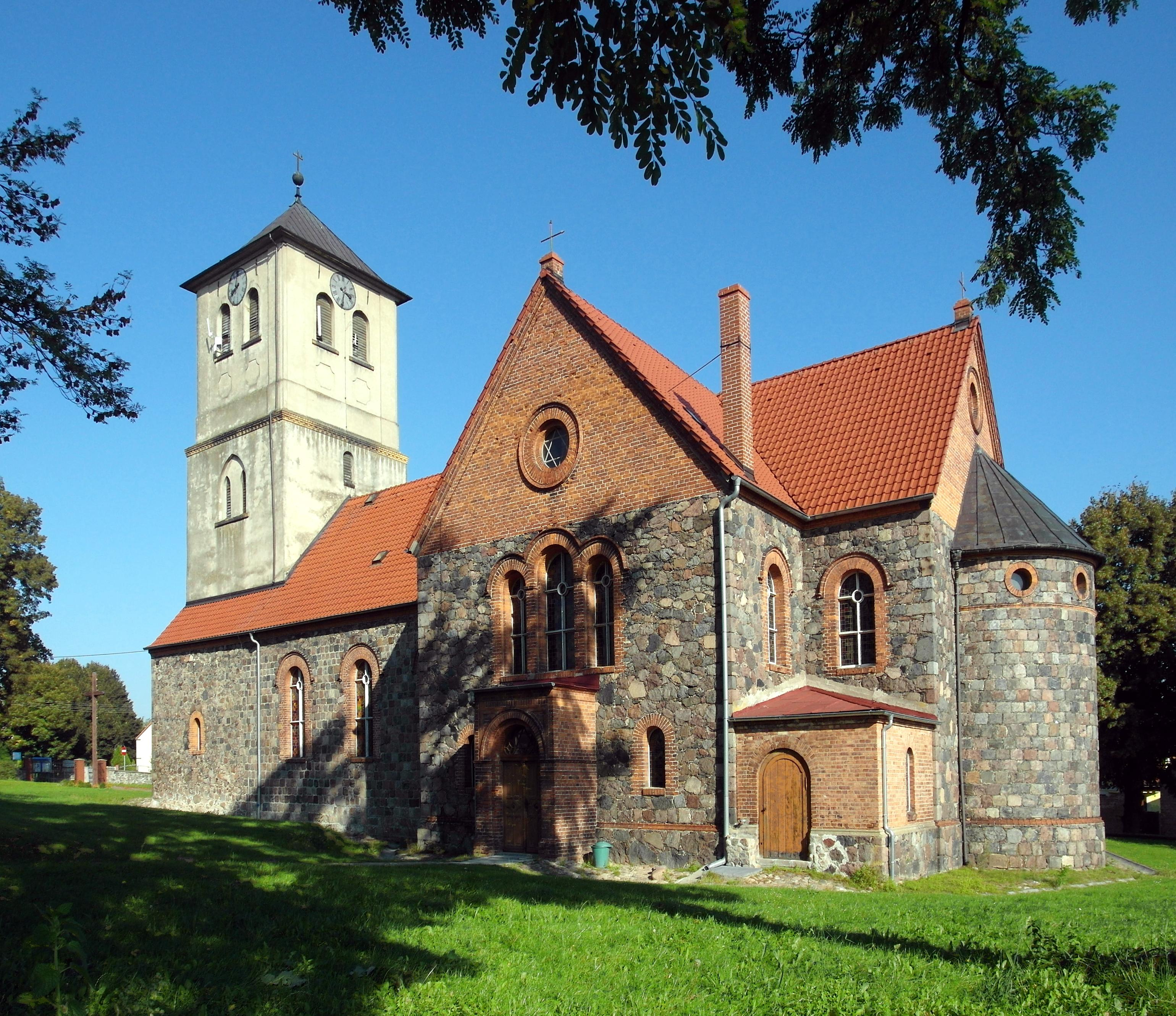
St.-Stanislaus-Kirche
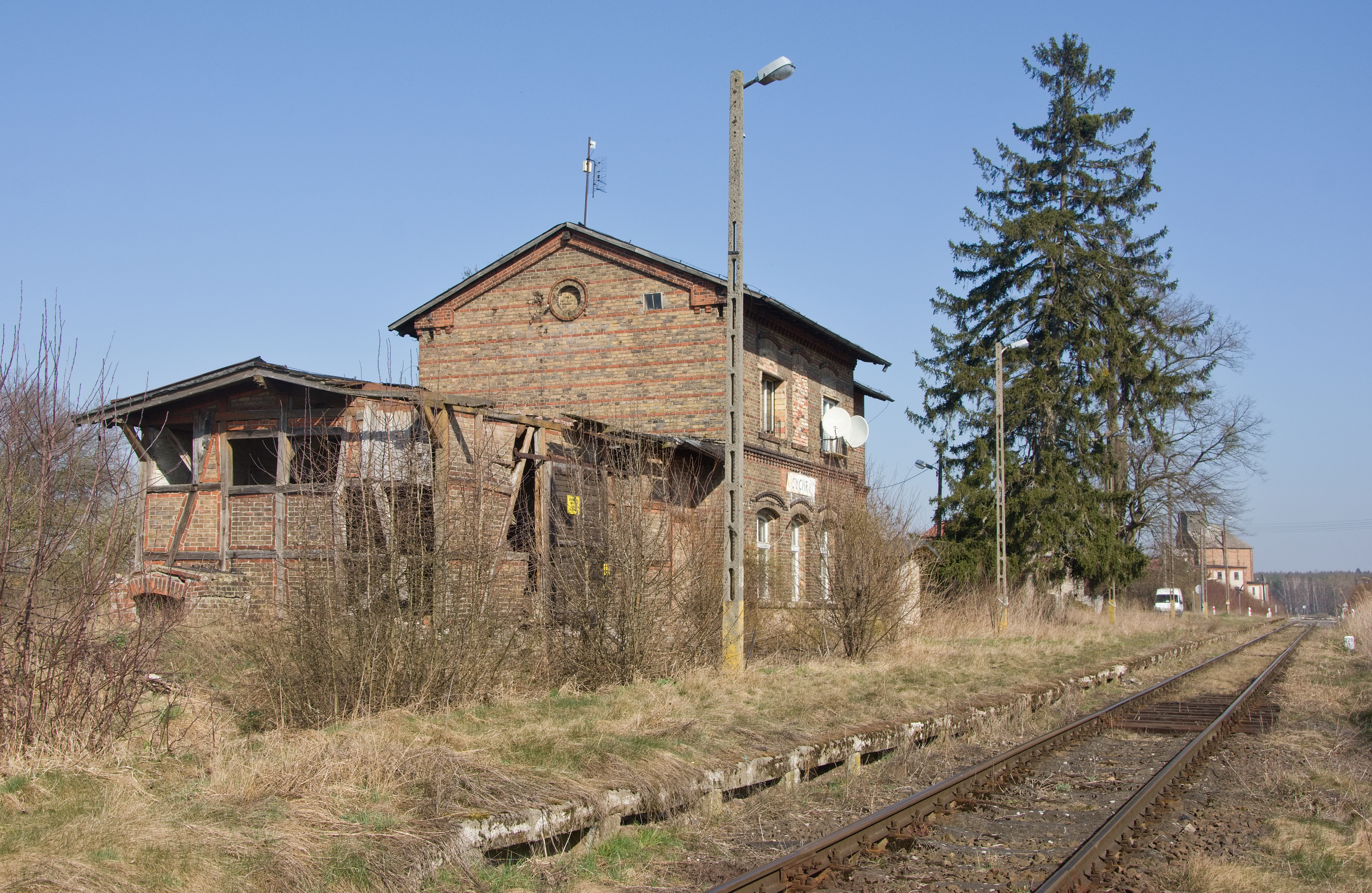
Bahnhof Cychry

## Verkehr
Cychry hat einen Bahnhof an der nach Einstellung des Personenverkehrs im Jahr 2000 nur noch für den Güterverkehr genutzten Bahnstrecke Grzmiąca–Kostrzyn.

## Persönlichkeiten
Söhne und Töchter der Gemeinde
- Horst Michel (1904–1989), Professor für industrielle Formgebung und Innengestaltung an der späteren Hochschule für Architektur und Bauwesen Weimar